# جيمس ماسلو
جيمس ديفد ماسلو (بالإنجليزية: james maslow)‏ هو مغني و‌ممثل و‌راقص معروف باسم جيمس ماسلو بدأ مسيرته الفنية عام 2009 مع فرقة البوب العالمية «بيغ تايم رش» (big time rush) منذ ذلك الحين بدأ بالغناء والتمثيل مع الفرقة واشتهر بجماله وجاذبيته وبقي مع الفرقة حتى عام 2013 ثم توقفت الفرقة عن نشاطها في عام (2014) اشترك في برنامج الرقص مع النجوم (dancing with the stars)و في عام 2015 أخذ دور بطولة في فلم (seeds of yesterday) وأطلق ألبومه الأول الذي حمل اسم (lies).

## روابط خارجية
- جيمس ماسلو على موقع IMDb (الإنجليزية)
- جيمس ماسلو على موقع ألو سيني (الفرنسية)
- جيمس ماسلو على موقع ميوزك برينز (الإنجليزية)
- جيمس ماسلو على موقع إن إن دي بي (الإنجليزية)
- جيمس ماسلو على موقع ديسكوغز (الإنجليزية)
- جيمس ماسلو على موقع قاعدة بيانات الفيلم (الإنجليزية)
- جيمس ماسلو على موقع كينوبويسك (الروسية)